# Metridia okhotensis
Metridia okhotensis är en kräftdjursart som beskrevs av Brodsky 1950. Metridia okhotensis ingår i släktet Metridia och familjen Metridinidae. Inga underarter finns listade i Catalogue of Life.